# Karatu (huyện)
Karatu là một huyện thuộc vùng Arusha, Tanzania. Thủ phủ của huyện Karatu đóng tại Karatu. Huyện Karatu có diện tích 3300 ki lô mét vuông. Đến thời điểm điều tra dân số ngày 25 tháng 8 năm 2002, huyện Karatu có dân số 177951 người.